# ألباغو
ألباغو (بالإيطالية: Alpago)‏ هي بلدية في مقاطعة بلونة في منطقة فنيتة الإيطالية، تقع على بعد 80 كيلومترًا (50 ميلًا) شمال مدينة البندقية، و12 كيلومترًا (7 ميلًا) شرق بلونة.